# Proctacanthus coquillettii
Proctacanthus coquillettii är en tvåvingeart som beskrevs av James Stewart Hine 1911. Proctacanthus coquillettii ingår i släktet Proctacanthus och familjen rovflugor. Inga underarter finns listade i Catalogue of Life.